# Sporting Club Jacksonville (féminines)
La section féminine du Sporting Club Jacksonville, plus couramment appelé Sporting JAX, est une franchise féminine de soccer basée à Jacksonville en Floride. Elle doit faire ses débuts en USL Super League lors de la saison 2025-2026.

## Histoire
En 2023, le Jacksonville Armada FC annonce qu'il cherche à créer une section féminine pour rejoindre la NWSL, pendant que parallèlement le Sporting JAX est fondé pour rejoindre le système USL chez les hommes et les femmes.
Le 3 décembre 2024, la USL Super League annonce que le Sporting JAX va rejoindre la ligue à partir de la saison 2025-2026. C'est la troisième franchise floridienne d'USL Super League après le Tampa Bay Sun et Fort Lauderdale United.
En avril 2024, le club recrute l'Anglaise Stacey Balaam au poste d'entraîneure.